# Ad van Kempen
Ad van Kempen (* 12. Juli 1944) ist ein niederländischer Schauspieler und Drehbuchautor.

## Berufliche Laufbahn
Van Kempen graduierte an der Theaterakademie Maastricht und schloss sich danach verschiedenen Theatergruppen an. Er führte bei Theaterstücken Regie, bildete am Theater aus und war auch als Autor von Theaterstücken tätig.
Er spielte 1974 die Rolle des „Evert van Voorhuizen“ im Fernsehfilm Met alleen het geweten als meester und übernahm im folgenden Jahr eine Rolle im Film De laatste trein. Danach übernahm er Gastrollen in den Fernsehserien Willem van Oranje und De appelgaard.
1988 spielte er im Film Mijn idee: Verdacht mit und hatte zwischen 1989 und 1993 Gastrollen in drei verschiedenen Fernsehserien. 1994 war er sowohl als Mitautor am Drehbuch, wie auch als Schauspieler in Theo van Goghs Film 06 beteiligt, der beim Niederländischen Filmfestival mit den Preisen „Dutch Film Critics Award“ und „Special Jury Prize“ ausgezeichnet wurde.
Bis 1997 wirkte er in zwei weiteren Fernsehserien mit und übernahm 1997 die Rolle des Kaptains im Film De verstekeling, der in Deutschland unter dem Titel Blinder Passagier gezeigt wurde. Der Film wurde im Oktober des gleichen Jahres auf dem Internationalen Filmfestival Mannheim-Heidelberg gezeigt, wo er in den Kategorien „International Independent Award“ und „Prize of the Ecumenical Jury“ ausgezeichnet wurde. 1998 spielte er in der Fernsehserie Het souterrain die Rolle des „Karel Veldman“.
Im folgenden Jahr war er im Film Missing Link zu sehen, der bei dem Niederländischen Filmfestival mit dem Goldenen Kalb in der Kategorie „Best Screenplay of a Feature Film (Bestes Scenario)“ ausgezeichnet wurde. Das Drama Jacky, in dem er im Jahre 2000 die Rolle eines Agenten übernahm, war bei dem „Buenos Aires International Festival of Independent Cinema“ als Bester Film nominiert.
Ebenfalls 2000 spielte er im Film Gloria mit und wirkte nach einer weiteren Gastrolle in einer Fernsehserie, sowie 2002 im Film Kwade reuk mit. 2002 folgte der Film Loenatik - De moevie, der beim niederländischen Film Festival den „Audience Award“ erhielt. 2004 spielte er im zwölfminütigen Kurzfilm Canada mit und übernahm bis 2006 Gastrollen in drei weiteren Fernsehserien.
In der romantischen Komödie ’n beetje verliefd vom Regisseur Martin Koolhoven, spielte er 2006 die Rolle des „Thijs“. Der Film wurde beim European Film Market der Internationalen Filmfestspiele Berlin gezeigt.
In dem 2008 gedrehten Kinofilm Mein Kriegswinter übernahm er die Rolle des „Schafter“. Der Film ist auch unter dem englischen Titel Winter in Wartime bekannt und wurde 2009 auch für den Filmpreis Satellite Award nominiert.
2009 spielte er im 10-minütigen Kurzfilm Schattebout, der beim Niederländischen Filmfestival gezeigt wurde.

## Filmografie

### Filme
- 1975: De laatste trein
- 1994: 06
- 1997: Blinder Passagier (De verstekeling)
- 1999: Quidam, Quidam
- 1999: Missing Link
- 2000: Jacky
- 2000: Gloria
- 2002: Kwade reuk
- 2002: Loenatik - De moevie (International: Loonies)
- 2004: Canada
- 2006: 'n beetje verliefd (European Film Market: Happy Family)
- 2007: Ernst, Bobbie en de geslepen Onix
- 2008: Mein Kriegswinter (International: Winter in Wartime)
- 2009: Schattebout (International: Cocky Love)
- 2010: Breuk (International: Breaks)
- 2010: New Kids Turbo
- 2017: Ron Goossens, Low Budget Stuntman

### Fernsehfilme/-serien
- 2009: XMIX (13 Episoden)
- 2008: Flikken Maastricht (1 Episode)
- 2006: bis 2007: Van Speijk (26 Episoden)
- 2006: Spoorloos verdwenen (1 Episode)
- 2000 bis 2004: Russen (8 Episoden)
- 2004: Het glazen huis (3 Episoden)
- 2000: Baantjer (1 Episode)
- 2000: De aanklacht (1 Episode)
- 1999: Westenwind (3 Episoden)
- 1999: Spangen (1 Episode)
- 1998: Het souterrain (TV-Serie)
- 1996 bis 1997: Unit 13 (2 Episoden)
- 1996: De eenzame oorlog van Koos Tak (1 Episode)
- 1993: 12 steden, 13 ongelukken (1 Episode)
- 1992: Spijkerhoek (1 Episode)
- 1989: We zijn weer thuis (1 Episode)
- 1988: Mijn idee: Verdacht (TV-Film)
- 1986: De appelgaard (1 Episode)
- 1984: Willem van Oranje (1 Episode)
- 1974: Met alleen het geweten als meester (TV-Film)